# Tools for Action
Tools for Action (u prijevodu Alati za akciju) je umjetnički kolektiv, koji je od 2019. godine registriran je kao istoimena zaklada, koji radi na sjecištu umjetnosti i aktivizma. Djeluje kao platforma suradnje između umjetnika, pedagoga, aktivista i ostalih zainteresiranih za izradu i intervenciju sa skulpturama na napuhavanje. Tools for Action imaju za cilj prakticiranje alternativnih oblika društvenog angažmana i otpora i otvaranje puta eksperimentiranju. 

### EEC i Jakum Simcik
Kolektiv je osnovao 2012. godine nizozemsko-mađarski umjetnik Artúr van Balen radeći u Berlinu, Njemačka. U početku su djelovali kao Eclectic Electric Collective s Jakubom Simcikom na projektima: The Hammer (Berlin-Meksiko 2010); publikacija El Martillo (2011). Tijekom godina nekoliko suradnika i članova kolektiva sudjelovalo je u različitim akcijama, kao i obrazovnim i umjetničkim aktivnostima.

### Djelovanje u Hrvatskoj i okolnim zemljama
Tools for Action djelovao je u Hrvatskoj u dva navrata s edukacijama, instalacijom i akcijama PopUP Rainbow (2014. u suradnji s QueerSportSplit) i Hod Pijuna (2020.), te u mnogim okolnim zemljama, uključujući Mađarsku, Austriju, Bosnu i Hercegovinu.

## Izložbe i predstavljanja
- 2014. Objekti Neposluha,[5][6] Muzej Victoria and Alberts, London
- 2016. Barrikade,[7] IG Metall / Haus am L√ºtzowplatz, Berlin
- 2017. Alati za akciju, Wiener Festwochen,[8] Beč
- 2018. Plutajuće utopije[9] - nGbK - neue Gesellschaft für bildende Kunst, Berlin

## Nagrade
- Nagrada za kulturno obrazovanje Federalnog ministarstva kulture i medija Njemačke za 2017. godinu za projekt Ogledala barikada zajedno sa Schauspiel Dortmund.

## Vanjske poveznice
- Službena stranica
- YouTube kanal s dokumentacijom Tools for Action